# Абсолютна збіжність

## Абсолютна збіжність числових рядів
Визначення
Ряд {\displaystyle \sum _{k=1}^{\infty }a_{k}} називають абсолютно збіжним числовим рядом, якщо збіжним є ряд {\displaystyle \sum _{k=1}^{\infty }|a_{k}|}.
Властивості
- із збіжності ряду {\displaystyle \sum _{k=1}^{\infty }|a_{k}|} випливає збіжність ряду {\displaystyle \sum _{k=1}^{\infty }a_{k}}.
- При дослідженні абсолютної збіжності ряду використовують ознаки збіжності рядів з невід'ємними членами.
- Якщо ряд {\displaystyle \sum _{k=1}^{\infty }|a_{k}|} є розбіжним, то для виявлення умовної збіжності числового ряду використовують тонші ознаки: ознака Лейбніца, ознака Абеля, ознака Діріхле.

## Абсолютна збіжність невласних інтегралів першого роду
Визначення
Невласний інтеграл першого роду {\displaystyle \int \limits _{a}^{+\infty }f(x)dx} називається абсолютно збіжним, якщо збіжним є інтеграл {\displaystyle \int \limits _{a}^{+\infty }|f(x)|dx}.
Властивості
- із збіжності інтеграла {\displaystyle \int \limits _{a}^{+\infty }|f(x)|dx} випливає збіжність інтеграла {\displaystyle \int \limits _{a}^{+\infty }f(x)dx}.
- Для виявлення абсолютної збіжності невласного інтеграла першого роду використовують ознаки збіжності невласних інтегралів першого роду від невід'ємних функцій.
- Якщо інтеграл {\displaystyle \int \limits _{a}^{+\infty }|f(x)|dx} є розбіжним, то для виявлення умовної збіжності невласного інтеграла першого роду можуть бути використані ознаки Абеля і Діріхле.

## Абсолютна збіжність невласних інтегралів другого роду
Визначення
Хай {\displaystyle \ f(x)} визначена і інтегрована на {\displaystyle [a;b-\varepsilon \ ]\quad \forall \varepsilon \ \in (0;b-a)}, необмежена в лівому околі точки {\displaystyle b}.
Невласний інтеграл другого роду {\displaystyle \int \limits _{a}^{b}f(x)dx} називається абсолютно збіжним, якщо збіжним є інтеграл {\displaystyle \int \limits _{a}^{b}|f(x)|dx}.
Властивості
- із збіжності інтеграла {\displaystyle \int \limits _{a}^{b}|f(x)|dx} випливає збіжність інтеграла {\displaystyle \int \limits _{a}^{b}f(x)dx}.
- Для виявлення абсолютної збіжності невласного інтеграла другого роду використовують ознаки збіжності невласних інтегралів другого роду від невід'ємних функцій.
- Якщо інтеграл {\displaystyle \int \limits _{a}^{b}|f(x)|dx} є розбіжним, то для виявлення умовної збіжності невласного інтеграла другого роду можуть бути використані ознаки Абеля і Діріхле.